# ツォーマス・ホロパイネン
ツォーマス・ホロパイネン（本名 トゥオマス・ラウリ・ヨハンネス・ホロパイネン、Tuomas Lauri Johannes Holopainen, 1976年12月25日 - ）は、フィンランド、キテー出身のミュージシャン。キーボーディスト、シンセシスト、作曲家、作詞家。ナイトウィッシュを率いて活動している。

## 生い立ちと私生活
1976年12月25日にフィンランドのキテーで生まれた。両親は起業家のペンッティ・ホロパイネンと小学校の元音楽兼英語教師キルスティ・ノルティア・ホロパイネン。外科医、泌尿器科医として働くスザンナ、解剖助手のペトリという姉と兄がいる。彼の音楽性とスキルは早い段階で示された。彼が7歳のときに母親がピアノ教室に通わせ始めた。その後、音楽学校でクラリネット、テナー・サックス、ピアノ、音楽理論を12年間学んだ。しかし、彼は1990年代半ばからクラリネットとサクソフォンを演奏していない。元々生物学者になることを目指していたホロパイネンは、日本でいう中学生のときに交換留学生としてアメリカ合衆国で生活し、連れていかれたメタリカとガンズ・アンド・ローゼズのライブを見て夢中になるまで、メタルには興味がなかった。
彼はディズニー、J・R・R・トールキン、「ドラゴンランス」のファンである。2006年に、彼は「宗教的ではなく、オープンな思考の個人」であると語った。彼は「宗教は悪いとは考えていないが、人間の解釈は悪い」と語っている。彼は菜食主義者である。
2015年10月28日、2009年頃から交際していたフィンランドのポップ歌手ヨハンナ・クルケラと結婚した。
2017年、フィンランドの生物学者ユッカ・サルメラが発見したキノコバエの新種がホロパイネンに因んで「Sciophilia holopaineni」と名付けられた。フィンランドで発見されたことや、ホロパイネンの自然愛を理由につけられた。

## 音楽の経歴

### 最初のバンド、ナイトウィッシュの結成と最初の発売
ホロパイネンは1993年に彼の最初のバンドに加わった。ブラックメタルバンドDarkwoods My Betrothedの3枚のアルバムの録音やDismal Silence、Nattvindens Gråt、Sethianと一緒に演奏するなど、いくつかのバンドで仕事をした。その後、徴兵されるが軍楽隊でクラリネットを演奏して地位を獲得し、過酷な訓練を受けずに済んだ。
1996年7月、19歳のホロパイネンは自分のバンドを持つことを考え始めていた。友人とキャンプファイアを囲んでいた時に、ナイトウィッシュのアイディアが生まれた。彼はエンプ・ヴオリネンと同級生ターヤ・トゥルネンにアコースティック・プロジェクトに参加するように頼んだ。トゥルネンの強い歌声を聴いた後で、メタルに影響を受けたドラマーのユッカ・ネヴァライネンを加入させ、ナイトウィッシュをメタルバンドに変えた。フルタイムのミュージシャンになる前、ホロパイネンは故郷の高等学校の教師として2年間働いていた。
ナイトウィッシュの最初の非デモ版「エンジェルズ・フォール・ファースト」は1997年 、続いて1998年に「オーシャンボーン」が発売された。1999年、ホロパイネンとEmbraze、エターナル・ティアーズ・オヴ・ソロウ、Charon、Reflexionのような他のフィンランドのメタル・ミュージシャンたちとゴシック・メタルのスーパーグループフォー・マイ・ペイン…を開始した。しかし、メンバー全員がそれぞれのバンド活動で忙しかったため、将来のために活動は延期された。
2000年、ナイトウィッシュの3作目のスタジオ・アルバム「ウィッシュマスター」が発売された。このアルバムは前のアルバムよりもさらによく売れた。2001年に再びフォー・マイ・ペイン…のアイディアが生まれ、メンバーはデビューを計画し始めた。

### 世界的な名声
2002年に発売されたナイトウィッシュの4作目のスタジオ・アルバム「センチュリー・チャイルド」では、フィンランドとイギリスの交響楽団とのコラボレーションを開始した。これはバンドの音楽とホロパイネンのスタイルの変化であり、楽器を追加することで自由度が増した 。
2003年、フォー・マイ・ペイン…のデビューアルバム「Fallen」を発売、アルバムは好評を博したが、アルバムの発売が4年遅れたことや、新しいアルバムが発売されないことなどからバンドはファンを失ってしまった。2004年に発売された「Killing Romance」は、未発売のトラック3曲を収録したシングルである。
2004年、ナイトウィッシュの5作目のスタジオ・アルバム「ワンス」を発売し、アメリカでブレイクした。シングル「ニモ」と「ウィッシュ・アイ・ハド・アン・エンジェル」はMTVで放送された。ナイトウィッシュは彼らにとって最も広範囲な世界ツアー「ワンス・ワールド・ツアー」を開始。2006年の最後のコンサート（ハートウォールアリーナ。エンド・オブ・アン・エラのDVDに収録された）の後、ナイトウィッシュはボーカリストのターヤ・トゥルネンをバンドから解雇したことを説明する公開書簡を彼女に手渡した。

### 現在
2006年、ホロパイネンは不安と抗鬱でいっぱいの暗黒期を過ごした。毎日タブロイドで自分自身とナイトウィッシュの噂が悪化したためである。これらの出来事はナイトウィッシュの6作目のスタジオ・アルバム「ダーク・パッション・プレイ」の制作にも影響を与えた。
ヘヴィメタル歌手ティモ・ラウティアイネンがバンドを解散後発売したソロアルバム「Sarvivuori」にキーボードで参加。ホロパイネンもアルバムのために1曲を書いた。フォー・マイ・ペイン…はすぐに「Fallen」の次の作品の録音を開始することを発表したが、同じ年の秋にはアルバムがもう一度延期されたと報じられた。
2007年4月、ホロパイネンはナイトウィッシュのメンバーであるマルコ・ヒエタラと協力して、フィンランドの映画「Lieksa!」の主題歌「While Your Lips Are Still Red」を書いた。映画のために書いた最初の曲だった。ナイトウィッシュの歌（「Nemo」「Wish I Had an Angel」「Amaranth」）も映画のサウンドトラックに収録された。ホロパイネンは、映画音楽の楽譜を書くことは、将来彼がやりたいことだと発言している。「While Your Lips Are Still Red」は、ピアノのホロパイネンに加えて、ヒエタラがボーカルとアコースティック・ベース・ギター、ユッカ・ネヴァライネンがドラムを演奏している。
2007年、フィンランドのパンクバンドKylähullutのEP「Lisää persettä rättipäille」と「Peräaukkosivistyksessä」でキーボードを演奏した。また、両方のEPでコーラスとして歌っている。
2007年5月、ナイトウィッシュは新しいボーカルにスウェーデン出身のアネット・オルゾンを迎えた。2008年5月8日、フィンランドのポップ/ロックバンドインディカのアルバム「Valoissa」（2008年秋発売）のプロデュースを担当することが発表された。フィンランドのトランスアーティストOrkideaの3枚目のアルバム「Metaverse」の制作に協力。これはナイトウィッシュの曲「バイ・バイ・ビューティフル」のリミックスでコラボレーションするためだったと言われている（「Bye Bye Beautiful（DJ Orkidea Remix）」）。
2011年11月30日にフィンランド、2012年1月10日に北米でナイトウィッシュの7作目のアルバム「イマジナリウム」発売。2013年、カリ・ルエスラッテンとのシングル「Why so lonely」を制作。

## ソロプロジェクト
ホロパイネンは、彼が2012年にソロプロジェクトを制作していることを認めた。ナイトウィッシュ・イマジナリウム・ツアーの後、2013年2月から4月にかけてプロジェクトのソングライティングに専念する予定だった。2014年に、ドン・ローザの漫画シリーズ「The Life and Times of Scrooge McDuck」からインスピレーションを得た作品「Music Inspired by the Life and Times of Scrooge」を発売。アルバム・カヴァーやブックレットのイラストはドン・ローザが手掛けている。アルバムにはトロイ・ドノックリーと最近のナイトウィッシュのリリースに起用されていたロンドンのセッションミュージシャンたちが協力している。
2015年11月のインタビューで、ニール・ゲイマンとスティーブン・キングに影響を受けた短いファンタジーと恐怖の物語を持つ本を発売する計画を明らかにした。